# هانس وولکه
هانس وولکه (آلمانی: Hans Woellke؛ ۱۸ فوریه ۱۹۱۱ – ۲۲ مارس ۱۹۴۳) پرتاب‌گر وزنه اهل آلمان بود.
وی در مسابقات کشوری و بین‌المللی در مجموع برندهٔ ۱ مدال طلا و ۱ مدال برنز شده‌است.